# Cargo 200
Cargo 200 (Russisch: Груз 200; Groez 200) is een Russische film uit 2007, geregisseerd door Aleksej Balabanov, die tijdens het filmfestival van Cannes in première ging.

## Achtergrond
Deze vooral sadistische en vaak ook absurdistische film handelt over de ontvoering en het misbruik van een jong meisje in de nadagen van de Sovjet-Unie. Volgens velen is deze film een waar meesterwerk, waarin de morele verloedering van de Russische samenleving als gevolg van het (naderende) individualisme en kapitalisme wordt geportretteerd. De film won in 2008 de KNF-award op het filmfestival in Rotterdam.
De naam van de film verwijst naar een woord in het Russische militaire jargon. Een lading 200 is een lading waarin een lijk, meestal van een militair, wordt terugvervoerd naar huis.

## Prijzen

### Gewonnen
- 2007 - Internationaal Film Festival Gijón. Beste regisseur (Aleksej Balabanov)
- 2008 - Internationaal Film Festival Rotterdam: KNF Award (Aleksej Balabanov)[1]

### Genomineerd
- 2007 - Internationaal Film Festival Gijón : Grand Prix Asturias (Aleksej Balabanov)
- 2007 - Sotsji Open Russisch Film Festival: Grote Prijs van het Festival (Aleksej Balabanov)